# Isidoor Henry Joseph Vos
Isidoor Henry Joseph Vos (Assen, 20 juli 1887 - Amsterdam, 1 februari 1943) was een Nederlands politicus en arts. Hij was namens de Liberale Staatspartij lid van de Tweede Kamer, wethouder en gemeenteraadslid in Amsterdam en lid van Provinciale Staten. Aan het einde van zijn leven was hij lid van de Joodse Raad voor Amsterdam.

## Levensloop
Vos studeerde geneeskunde in Amsterdam. In juli 1911 legde hij zijn artsenexamen af. Vos promoveerde in december 1918 op een proefschrift over De melkvoorziening van Amsterdam.
In eerste instantie was Vos lid van de Liberale Unie, maar die partij ging in 1921 op in de Liberale Staatspartij. Hij werd op verschillende niveaus politiek actief. Zo was hij van 1927 tot 1931 lid van Provinciale Staten van Noord-Holland. Van 1915 tot 1937 was hij lid van de gemeenteraad van Amsterdam. In die periode was hij tweemaal wethouder voor openbare gezondheidszorg, namelijk van 1921 tot 1929 en van 1933 tot 1937. Van 1928 tot 1943 was Vos lid van de Tweede Kamer.
Vos kon tijdens de verkiezingen op veel steun rekenen onder de Joodse bevolking van Amsterdam. In de politiek maakte hij zich onder andere hard voor ruimere openingstijden voor winkeliers. Voorstellen om de verplichte zondagsluiting op te heffen liepen op niets uit.
Daarnaast was Vos een actief lid binnen de Joodse gemeenschap. Zo werd hij op jonge leeftijd lid van de Nederlandse Zionistenbond en was bestuurslid van het Nederlands-Israëlitisch Kerkgenootschap. Ook bekleedde hij bestuursfuncties in verschillende algemene organisaties zoals de Vereniging tegen de Verontreiniging van Water, Bodem en Lucht en de Drentse Vereniging te Amsterdam. In de jaren dertig maakte hij zich hard voor Joodse vluchtelingen. Zo bemiddelde Vos bij het ministerie van Justitie voor de Duits-Joodse Heinz Bontscheck toen deze vast werd gezet omdat hij zich illegaal in Nederland ophield.
Vos' vrouw en twee zoontjes slaagden er na de Duitse inval in Nederland in mei 1940 in om per schip naar Engeland te ontkomen. Vos koos ervoor om achter te blijven omdat hij de Joodse gemeenschap niet in de steek wilde laten. In februari 1941 werd hij benoemd tot lid van de Joodse Raad voor Amsterdam. De laatste jaren van zijn leven liet de gezondheid te wensen over. Na een beroerte werd hij opgenomen in De Joodse Invalide. Vos overleed op 55-jarige leeftijd.
- Biografisch Portaal: 09656119
- Digitale Bibliotheek voor de Nederlandse Letteren: vos_047
- International Standard Name Identifier: 0000 0003 9068 3265
- Nederlandse Thesaurus van Auteursnamen: 070775265
- Parlement.com: vg09llc8idtw
- Virtual International Authority File: 284351787
- WorldCat: E39PBJpypqh4kTVB4KP9rc6R8C